# Esopo volgare
Esopo volgare è il nome dato a una silloge del XIV secolo in lingua volgare di favole, genere letterario di cui Esopo era ritenuto l'inventore.
A differenza delle "isopet", le favole esopiche in lingua francese che rispecchiavano i valori dell'aristocrazia feudale, le favole italiane in lingua volgare rispecchiavano i valori delle nuove realtà sociali dominanti nell'Italia settentrionale e centrale alla fine del Medioevo: i mercanti e gli ordini mendicanti.